# Liste der Baudenkmale in Dersekow
In der Liste der Baudenkmale in Dersekow sind alle denkmalgeschützten Bauten der Gemeinde Dersekow (Mecklenburg-Vorpommern) und ihrer Ortsteile aufgelistet. Grundlage ist die Veröffentlichung der Denkmalliste des Landkreises Ostvorpommern mit dem Stand vom 30. Dezember 1996.

## Baudenkmale nach Ortsteilen

### Dersekow
| ID | Lage                             | Bezeichnung                                    | Beschreibung | Bild                                           |
| -- | -------------------------------- | ---------------------------------------------- | --- | ---------------------------------------------- |
|    | Ernst-Thälmann-Straße 10 (Karte) | Küster- und Schulhaus (Wohnhaus) mit Eiskeller | Eingeschossiger Bau aus Fachwerk mit schwarzem Holzständerwerk und weißem Gefach aus Lehm mit Krüppelwalmdach                                          | Küster- und Schulhaus (Wohnhaus) mit Eiskeller |
|    | Ernst-Thälmann-Straße 14 (Karte) | Pfarrwitwenhaus (Wohnhaus)                     | Eingeschossiger, weiß verputzter Bau mit Reetdach | Pfarrwitwenhaus (Wohnhaus)                     |
|    | (Karte)                          | Kirche und Glockenstuhl                        | Feldsteinkirche mit Nordsakristei aus der zweiten Hälfte des 13. Jahrhunderts. Um 1860 erfolgte eine Restaurierung durch Gustav Müller aus Greifswald. | Kirche und Glockenstuhl                        |
|    | (Karte)                          | Pfarrhaus                                      | |                                                |

### Alt Pansow
| ID | Lage                | Bezeichnung    | Beschreibung | Bild    |
| -- | ------------------- | -------------- | ------------ | ------- |
|    | Rosenweg 10 (Karte) | Wohnhaus       |              |         |
|    | Rosenweg 16 (Karte) | Kate und Stall |              |         |
|    | Rosenweg 19 (Karte) | Wohnhaus       |              |         |
|    | Rosenweg (Karte)    | Kapelle        |              | Kapelle |

### Klein Zastrow
| ID | Lage    | Bezeichnung                | Beschreibung | Bild              |
| -- | ------- | -------------------------- | --- | ----------------- |
|    | (Karte) | Gutshaus mit Park          | Neoklassizistischer, 2-gesch., 6-achs. Putzbau von 1892 mit Walmdach und Sockelgeschoss, Gebäudenutzung ab 1990 zeitweise als Waldorfschule; Gut der Familien von Blixen, Weißenborn (ab 1848) und Ernst Rudolf von Vahl (ab 1928); | Gutshaus mit Park |
|    |         | Wohnhaus (sog. Taubenhaus) | 1- und 2-gesch. Fachwerkbau |                   |

### Subzow
| ID | Lage    | Bezeichnung | Beschreibung                                                     | Bild     |
| -- | ------- | ----------- | ---------------------------------------------------------------- | -------- |
|    | (Karte) | Gutshaus    | Saniertet, 1-gesch., 9-achs. Putzbau von um 1910 mit Krüppelwalm | Gutshaus |

## Quelle
- Bericht über die Erstellung der Denkmallisten sowie über die Verwaltungspraxis bei der Benachrichtigung der Eigentümer und Gemeinden sowie über die Handhabung von Änderungswünschen (Stand: Juni 1997; PDF, 934 kB)

- Karte mit allen Koordinaten:
- OSM |
- WikiMap